# Берлеан, Франсуа
Франсуа Берлеан (фр. François Berléand, 22 апреля 1952 года, Париж) — французский актёр, который добился известности исполнением ролей второго плана в фильмах Луи Маля («До свидания, дети», «Милу в мае») и Катрин Брейя (пилотный проект «порнореализма» — «Романс»). Лауреат премии «Сезар» 2000 года за лучшую мужскую роль второго плана.

## Биография
Отец — армянин, мать — француженка. Хотя Берлеан практически не снимался за пределами Франции, он снискал международное признание как съёмками в «высоколобых» авторских фильмах, так и в триллерах («Перевозчик» и его сиквелы, «Не говори никому», «Адреналин»), пикантных эротических драмах («Романс») и сериалах (французская версия сериала «Офис»).

## Фильмография
- 2020 — Как быть хорошей женой / La bonne épouse
- 2017 — Как прогулять школу с пользой / L'école buissonnière
- 2013 — Кухня в Париже / Cuisine à Paris
- 2012—2014 — Перевозчик (телесериал) / Transporter: The Series
- 2012 — Любовь с препятствиями / Un bonheur n’arrive jamais seul
- 2012 — Говорящий мертвец / Dead Man Talking
- 2010 — Старые разбойники / Vieilles Canailles
- 2009 — Свистун / Le siffleur
- 2009 — Концерт / Le Concert
- 2008 — Перевозчик 3 / Transporter 3
- 2008 — Крутой папаша / 15 с половиной лет / 15 ans et demi
- 2008 — Отпетые мошенники / Ca$h
- 2007 — Девушка, разрезанная надвое / La fille coupée en deux
- 2007 — А вдруг это любовь? / Je crois que je l’aime
- 2007 — Настоящие выходные / Pur week-end
- 2007 — Хрупкие / Fragile(s)
- 2006 — Не говори никому / Ne le dis à personne
- 2006 — Летний пассажир / Le Passager de l'été
- 2006 — Комедия власти / L’Ivresse du pouvoir
- 2005 — VIP-квартал / Quartier V.I.P.
- 2005 — Эди / Edy
- 2005 — Перевозчик 2 / Transporteur 2
- 2005 — Лучший день в моей жизни / Le Plus Beau Jour de ma vie
- 2004 — Эротерапия / Éros thérapie
- 2004 — Я так долго ждал тебя / Une vie a t’attendre
- 2004 — Недовольные сёстры / Les sœurs fâchées
- 2004 — Большая роль / Le Grand Rôle
- 2004 — Глюк / Narco
- 2004 — Инкассатор / Le Convoyeur
- 2004 — Хористы / Les Choristes
- 2003 — Ох уж эти дочери! / Filles uniques
- 2002 — Бригада по-французски / La Mentale
- 2002 — Как скажешь / Mon idole
- 2002 — Брат воина / Le Frère du guerrier
- 2002 — Соперник / L’Adversaire
- 2002 — Лига / Féroce
- 2002 — / Vivante
- 2002 — Перевозчик / Transporter
- 2000 — Театр смерти / Promenons-nous dans les bois
- 2000 — Принц жемчужного острова / Le prince du Pacifique
- 2000 — Актёры / Les acteurs
- 2000 — Шесть / Six-Pack
- 1999 — Улыбка клоуна / Le sourire du clown
- 1999 — Романс / Romance
- 1999 — Одна за всех / Une pour toutes
- 1999 — Мой маленький бизнес / Ma petite entreprise
- 1999 — Состояние паники / La Débandade
- 1999 — Самое счастливое место на Земле / Le plus beau pays du monde
- 1998 — В самое сердце / En plein cœur
- 1998 — Школа плоти / L'école de la chair
- 1998 — Вандомская площадь / Place Vendôme
- 1997 — Идеальный мужчина / L’Homme idéal
- 1997 — Седьмое небо / Le Septième Ciel
- 1997 — Фред / Fred
- 1996 — Капитан Конан / Capitaine Conan
- 1996 — Никому не известный герой / Un héros très discret
- 1995 — Поезд свободы / Les Milles: Le train de la liberté
- 1995 — Приманка / L’Appât
- 1990 — Милу в мае / Milou en mai
- 1989 — Красный оркестр / L’Orchestre rouge
- 1989 — Узник Европы / L’Otage de l’Europe
- 1988 — Покер / Poker
- 1987 — До свидания, дети / Au revoir, les enfants
- 1986 — Секрет женщины / La Femme secrète
- 1985 — Сугубо личное дело / Strictement personnel
- 1984 — Марш в тени / Marche à l’ombre
- 1983 — Стелла / Stella
- 1982 — Осведомитель / La Balance
- 1981 — Мы не ангелы, но и они тоже / On n’est pas des anges… elles non plus
- 1981 — Мужчины предпочитают толстушек / Les Hommes preferent les grosses
- 1981 — Странное путешествие / Un étrange voyage
- 1978 — Мартен и Леа / Martin et Léa